# アーサー・S・コミンズ・カー

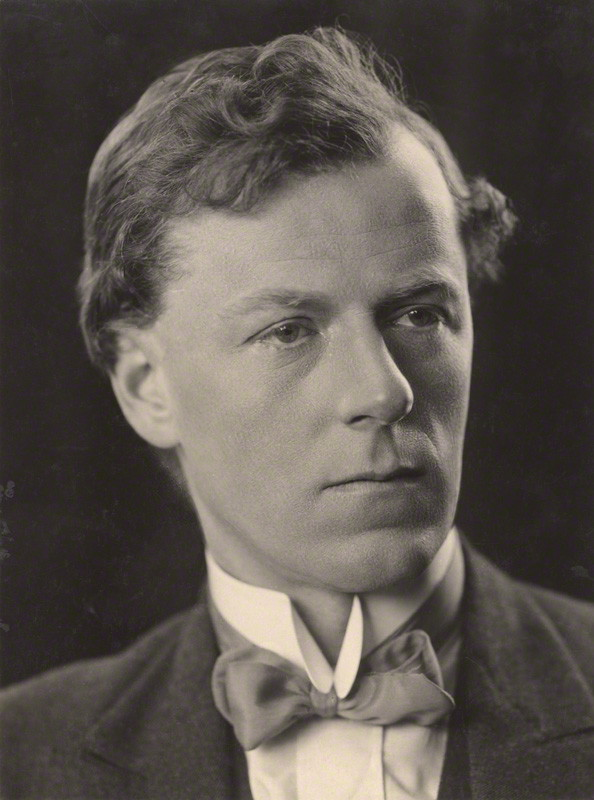
1914年撮影

アーサー・ストレテル・コミンズ・カー（Arthur Strettell Comyns Carr, 1882年9月19日 － 1965年4月20日）は、イギリスの弁護士。法曹。東京裁判やニュルンベルク継続裁判で、検察官として参加した。

## 来歴
ロンドンのメリルボーンで生まれる。父親は劇作家で美術評論家で知られるJ・コミンズ・カー(英語版)。
オックスフォード大学を卒業後、弁護士となり、勅選弁護人、グレイ法曹学院の評議員を務めた。税法の権威で、イギリス法曹界の指導者の一人だった。東京裁判では、イギリス参与検察官として、1946年2月2日に来日した。
来日当時、国際検察局の被告選定作業等が大幅に遅れていることを知ったコミンズ・カーは、裁判を早急に開始するため国際検察局の大幅な編成替えをジョセフ・キーナン主席検事に提案した。この事が受け入れられると、新設されたの執行委員会の議長となり、能率的な検察活動の指揮に当たった。
3月11日から始まった被告選定作業でも、中心的な役割を果たした。一方、起訴状作成のための小委員会の議長にもなり、各国検察官の意向を反映して、起訴状の大部分を作成した。
法廷では常に冷静で、緻密かつ舌鋒鋭い論理で被告と弁護団を追及し、その活躍が注目を集めた。
その後、1949年8月にドイツ国防軍のエーリッヒ・フォン・マンシュタイン裁判の首席検察官として立ち会っている。
1965年4月20日、ハムステッドで亡くなる。82歳。